# All Star Game maschile di pallavolo 1990
L'All Star Game maschile di pallavolo 1990 fu la 1ª edizione della manifestazione organizzata dalla FIPAV.

## Regolamento
Alla manifestazione presero parte due squadre createsi apposta per l'evento, l'Europa e il Resto del Mondo.
Queste due squadre sono composte, in questa edizione, dai giocatori stranieri presenti nel campionato italiano 1989-1990.
Venne disputata una partita unica. La gara si svolse a Bologna, sede della manifestazione.